# Tomás de la Rosa
Tomás De La Rosa Agramonte (nacido el 28 de enero de 1978 en Santo Domingo Norte) es un infielder dominicano que jugó para los Expos de Montreal y los Gigantes de San Francisco en las Grandes Ligas entre 2000 y 2006. También jugó para la organización de los Chunichi Dragons en la Liga Central de Japón entre 2008-2009. Pertenece a las Estrellas Orientales en la Liga Dominicana.